# Juniville
Juniville ist eine französische Gemeinde mit 1.232 Einwohnern (Stand: 1. Januar 2022) im Département Ardennes in der Region Grand Est. Sie gehört zum Arrondissement Rethel und zum Kanton Château-Porcien. Die Einwohner werden Junivillois genannt.

## Geografie
Juniville liegt etwa 29 Kilometer ostnordöstlich von Reims. Umgeben wird Juniville von den Nachbargemeinden Perthes im Nordwesten und Norden, Annelles im Norden und Nordosten, Bignicourt im Osten, La Neuville-en-Tourne-à-Fuy im Süden, Aussonce im Südwesten, Ménil-Lépinois im Südwesten und Westen sowie Alincourt im Westen.

## Geschichte
Südlich von Juniville fand am 10. Juni 1940 eine zweistündige Panzerschlacht zwischen deutschen Panzern unter dem Kommando von General Guderian und französischen Panzerverbänden statt. Die französischen Panzer vom Typ Char B erwiesen sich hierbei als rüstungstechnisch überlegen und führten zu schweren deutschen Verlusten. Aufgrund der deutschen Übermacht führt dieser kurzzeitige taktische Erfolg jedoch zu keiner wesentlichen Veränderung der militärischen Lage. Schon am 12. Juni stießen die deutschen Truppen über Juniville hinaus weiter vor. Der französische Gegenangriff bei Juniville blieb einer der wenigen Erfolge der französischen Panzerverbände während des Westfeldzuges im Zweiten Weltkrieg.

## Bevölkerungsentwicklung
| 1962                       | 1968 | 1975 | 1982 | 1990 | 1999 | 2006 | 2019 |
| -------------------------- | ---- | ---- | ---- | ---- | ---- | ---- | ---- |
| 698                        | 718  | 720  | 760  | 829  | 844  | 1068 | 1233 |
| Quellen: Cassini und INSEE |      |      |      |      |      |      |      |

## Sehenswürdigkeiten

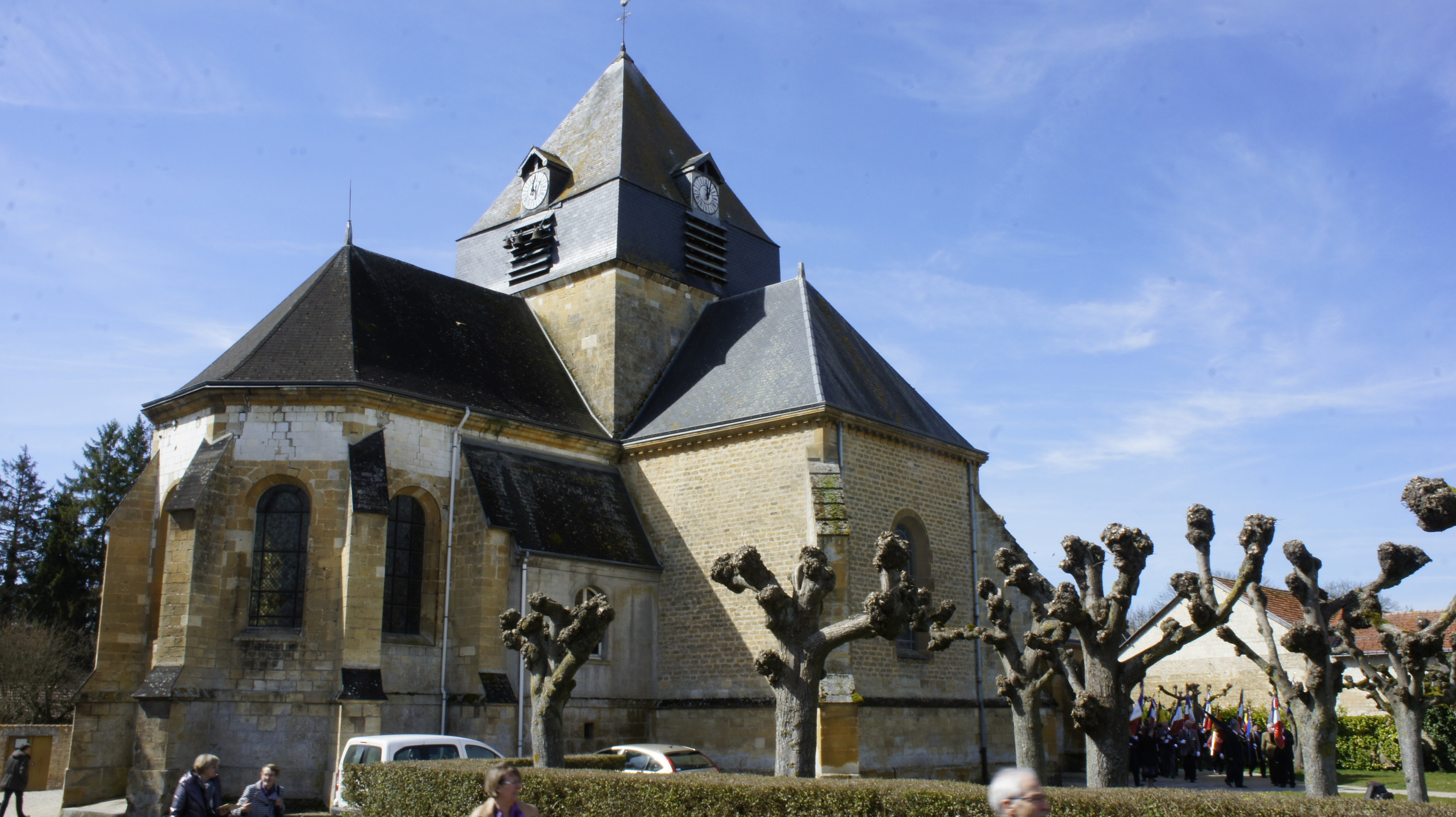
Kirche Saint-Amand
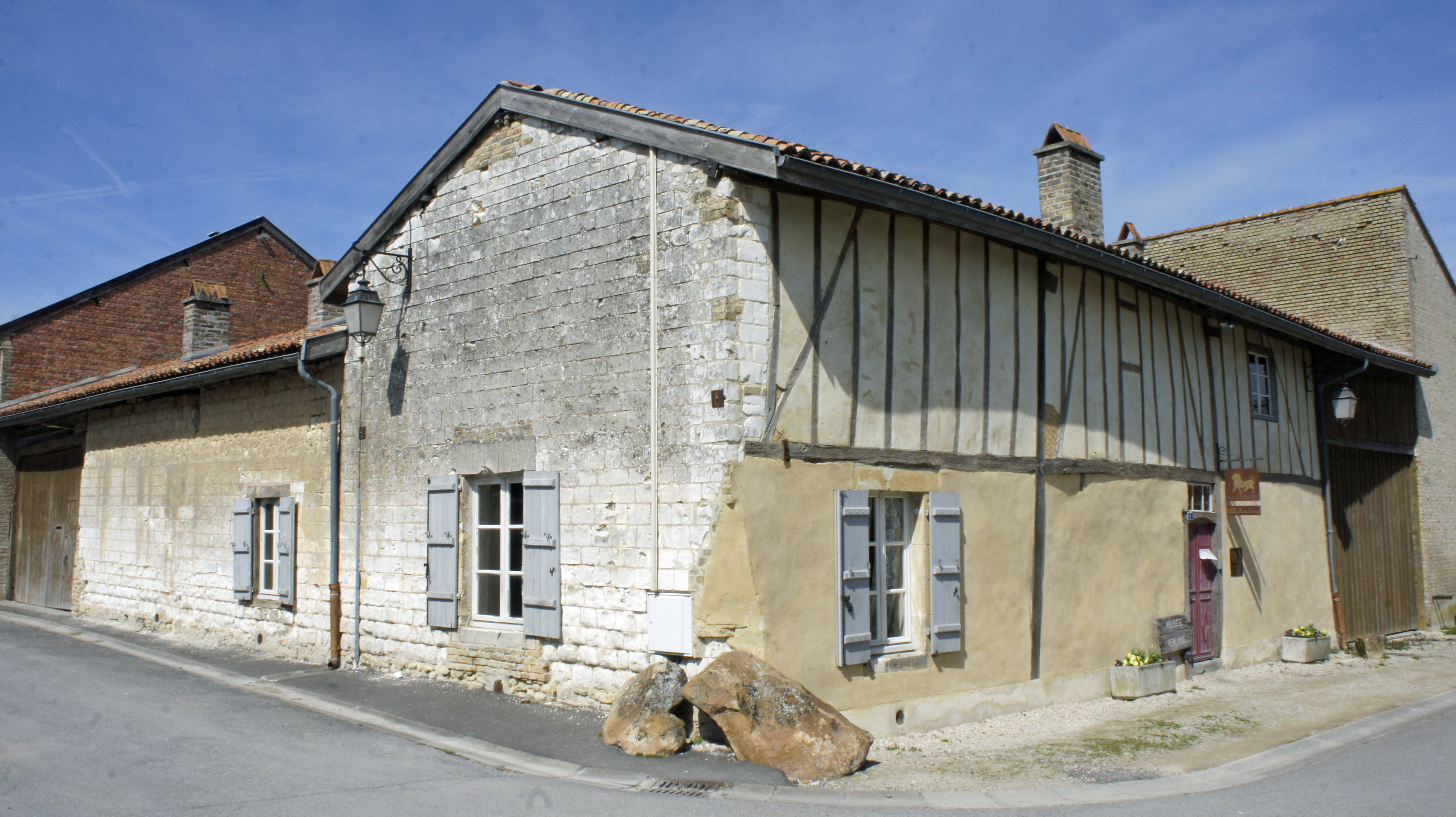
Museum Verlaine, frühere Herberge Lion d’Or, in Erinnerung an den Schriftsteller Paul Verlaine
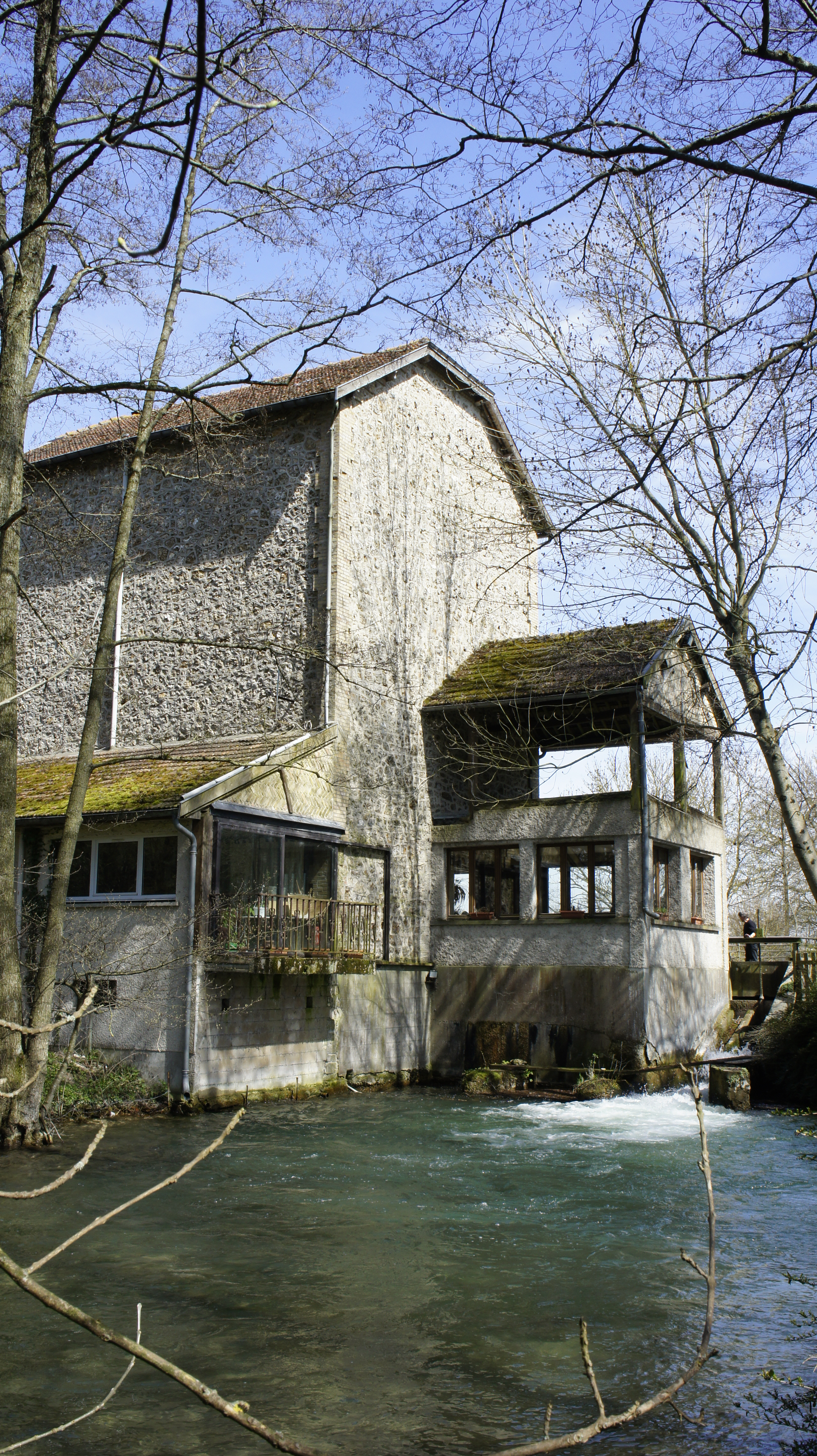
Mühle La Chut

- Kirche Saint-Amand
- Museum Verlaine
- Mühle La Chut

## Persönlichkeiten
- Jean-Baptiste Baudoin (1831–1875), Priester, Missionar (Island)
- Gilles Boizard (1933–1987), Komponist
- Philippe Buchet (* 1962), Illustrator

## Gemeindepartnerschaften
Mit Crawinkel, einem Ortsteil der Stadt Ohrdruf in Thüringen und der rumänischen Gemeinde Nermis im Kreis Arad bestehen Partnerschaften.